# Le Bassin de J.W.
Pour plus de détails, voir Fiche technique et Distribution.
Le Bassin de J.W. est un film franco-portugais réalisé par João César Monteiro, sorti en 1997.

## Fiche technique
- Titre : Le Bassin de J.W.
- Réalisation : João César Monteiro
- Scénario : João César Monteiro
- Photographie : Mário Barroso
- Son : Jean-Claude Laureux
- Production : José Mazeda, Daniel Toscan du Plantier et Frédéric Sichler (délégué)
- Société de production : Gémini Films
- Pays d'origine :  France et  Portugal
- Langue : français
- Format : couleurs - Dolby Digital - 35 mm
- Genre : drame
- Durée : 148 minutes
- Date de sortie : 1997

## Distribution
- Hugues Quester : Jean de Dieu, Lucifer
- Pierre Clémenti : Paul, Henrique
- Joana Azevedo : Catarina, Ariane
- Jean Watan : Henrique, João de Deus
- João César Monteiro (crédité sous le nom de João, o Obscuro) : Dieu, Max Monteiro
- Manuela de Freitas : pute
- Graziella Delerm : Marianne
- Luís Pavão : critique de théâtre
- Alexandre Melo : journaliste de tê-que-não-vê
- Myriam Szabo : ballerine
- Pipo Tartaglia : Violoniste aveugle
- Mariya Makhanko : Uriel
- Inês Barros : Egyn
- Sofia Sousa : Amaimon
- Gracinda Nave : Outros Anjos e Arcanjos, Samael